# Rio Seridó
Rio Seridó är ett periodiskt vattendrag i Brasilien.   Det ligger i delstaten Rio Grande do Norte, i den östra delen av landet, 1 600 km nordost om huvudstaden Brasília.
Omgivningarna runt Rio Seridó är huvudsakligen savann. Runt Rio Seridó är det mycket glesbefolkat, med 7 invånare per kvadratkilometer.